# Цыганок, Виталий Антонович
Виталий Антонович Цыганок (укр. Віталій Антонович Циганок) — украинский деятель спецслужб, заместитель председателя Службы безопасности Украины (с 1 марта 2014 года).

## Биография
До марта 2010 занимал должность заместителя Председателя СБУ — начальника Департамента защиты национальной государственности СБУ.
С июля 2008 до апреля 2010 года входил в состав Центра по вопросам безопасности и правопорядка, созданного на период подготовки и проведения в Украине финальной части Чемпионата Европы по футболу 2012.
С 1 марта 2014 года — первый заместитель Председателя СБУ.
С 7 марта 2014 года — руководитель Антитеррористического центра при СБУ.

## Награды
- Орден «За заслуги» III степени (август 2009)[5]